# Геомантия

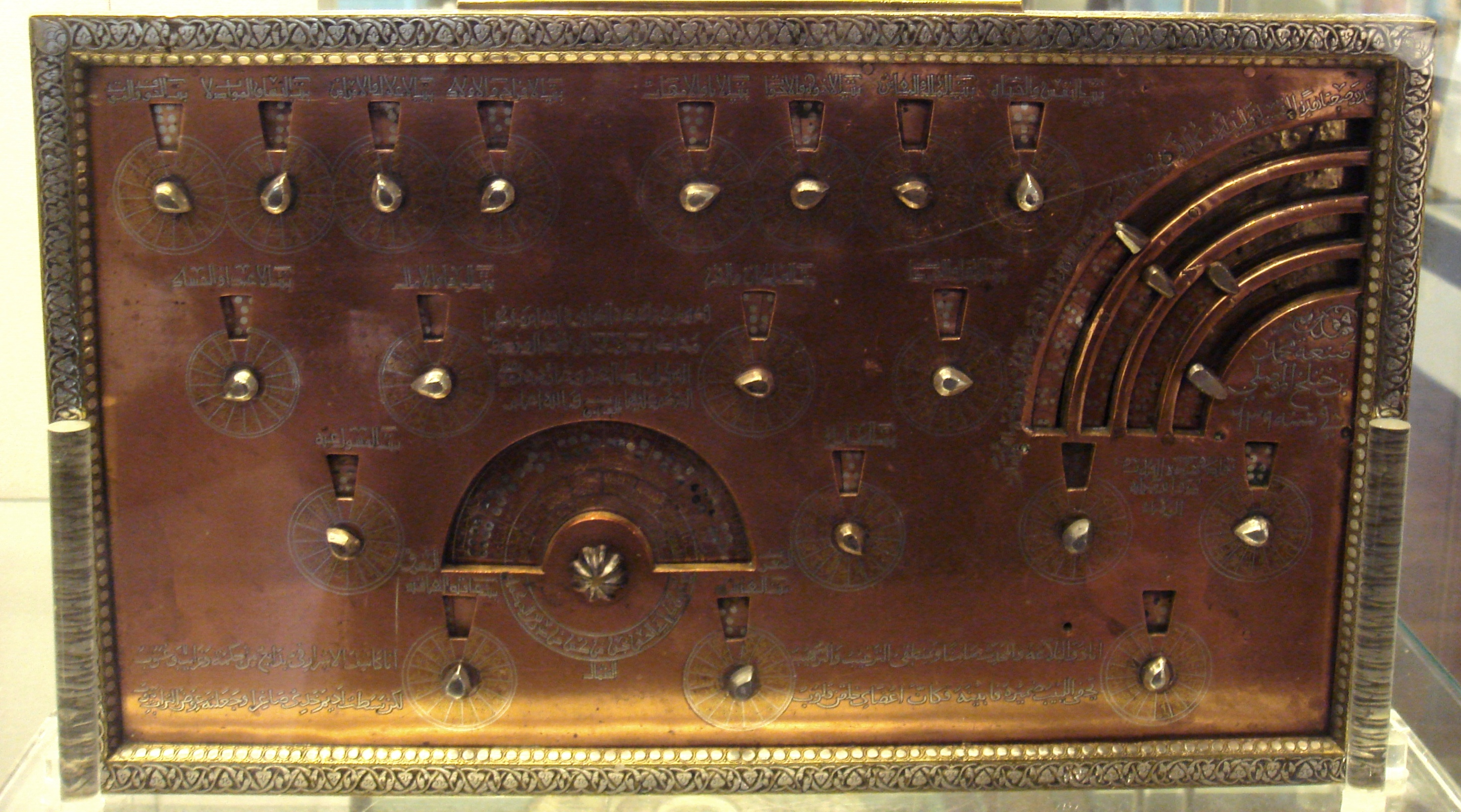
Геомантический инструмент, Египет или Сирия, 1241—1242 н. э., сделан Мухаммедом ибн Хутлух аль Мавсули. На циферблате отображаются случайные сочетания точек, которые затем подлежат интерпретации. Британский музей.

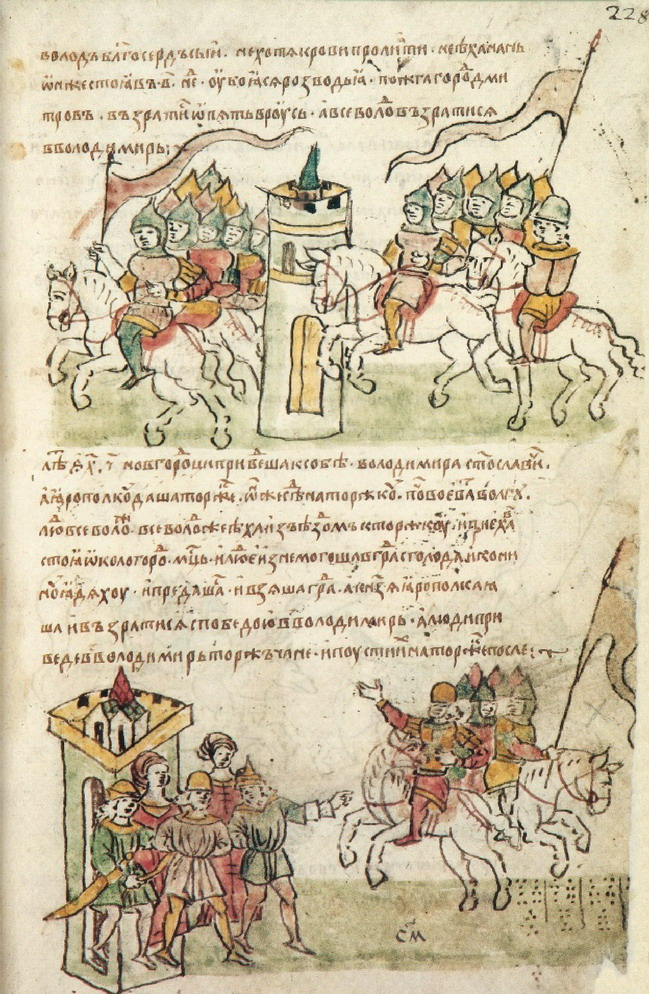
Страница Радзивилловской летописи. Внизу справа видны геомантические фигуры, нанесённые во время гадания по Рафлям.

Геоманти́я (др.-греч. γεωμαντεία от γῆ — земля и μαντεία — прорицание) — гадание с помощью земли; популярный в арабских странах метод гадания, основанный на толковании отметок на земле или рисунков, которые образуются в результате подбрасывания горсти земли, камешков или песчинок. 
Некоторые исследователи относят к геомантии китайскую теорию и практику фэншуй, а также основанную на фэншуй японскую практику под названием "лицо земли". Эти практики не являются "гаданием". Они основаны на наблюдениях за широким спектром земных природных явлений, систематизации знаний по астрономии, астрологии, медицине, биоэнергетике и ландшафтоведении. Они направлены на выбор наиболее подходящих мест для расположения населённых пунктов, домов, планировки садов, а также выбор мест захоронений.

## Геомантия в странах Европы и Азии
Геомантия с использованием песка стала широко известна в Европе с конца XIX века, но книга, посвящённая данному явлению, приписывалась ещё легендарному магу Астрампсиху. Смысл данного гадания заключался в своеобразном случайном нанесении песка на поверхность. Получившуюся причудливую линию гадающий толковал как фигуру, которая и становилась ответом на интересующий человека вопрос. Это гадание пришло в Европу из Аравии, поэтому в некоторых источниках оно именовалось ещё и арабским. Дело в том, что на Востоке издревле гадали по точкам, которые наугад ставили острой палкой на песке. Отсюда ещё одно название этого гадания — пунктирное. Сами же арабы называли своё гадание «ильм ар-рамль». Форма рисунка зачастую фиксировалась также при помощи камешков, количество и расположение которых определяло четыре линии, формирующие символ.

## Геомантия в Древней Руси
Способ предсказания будущего, родственный пунктирному гаданию, был известен в Древней Руси как гадание по книге Рафли. Вначале гадающий проставлял, не считая, шестнадцать рядов точек, после чего определял, чётное или нечетное их количество получилось в каждом ряду. Если количество было чётным, он ставил две точки или черту, если нечётным — одну точку. Четыре ряда таких символов образовывали геомантическую фигуру («израз»). Чтобы гадание считалось законченным, следовало получить ещё пятнадцать «изразов», после чего гадающий обращался к тексту Рафлей. Согласно этому источнику, каждая из шестнадцати фигур имела отношение к стихиям, планетам и зодиакальным созвездиям, а также обладала своим собственным названием. Значение отдельного «израза» истолковывалось в зависимости от порядкового места («дома»), в котором он находился. Первые двенадцать «домов» характеризовали различные стороны жизни (отсюда и их названия: «Душа, живот», «Товар, деньги, люди, слуги», «Брат, сестра», «Отец», «Сын, дочь», «Немочь», «Товарищ, любовник, женка» и т. д.), а четыре последних либо давали общую оценку будущего, либо указывали, что всё гадание ложно и его следует повторить. Кроме того, можно было гадать и по какой-либо отдельной фигуре.  